# Accident of Birth
Accident of Birth je čtvrté sólové studiové album anglického zpěváka Bruce Dickinsona ze skupiny Iron Maiden. Vydáno bylo dne 14. května 1997. Po albu Balls to Picasso jde o zpěvákovu druhou spolupráci s Royem Z, který tentokrát album také produkoval. Na albu se podílel také další člen Iron Maiden, kytarista Adrian Smith. Autorem obalu alba je Derek Riggs, který rovněž se skupinou spolupracoval.

## Seznam skladeb
1. „Freak“ – 4:15
2. „Toltec 7 Arrival“ – 0:37
3. „Starchildren“ – 4:17
4. „Taking the Queen“ – 4:49
5. „Darkside of Aquarius“ – 6:42
6. „Road to Hell“ – 3:57
7. „Man of Sorrows“ – 5:20
8. „Accident of Birth“ – 4:23
9. „The Magician“ – 3:54
10. „Welcome to the Pit“ – 4:43
11. „Omega“ – 6:23
12. „Arc of Space“ – 4:18

## Obsazení
- Bruce Dickinson – zpěv
- Adrian Smith – kytara
- Roy Z – kytara
- Eddie Casillas – baskytara
- David Ingraham – bicí
- Silvia Tsai – housle
- Rebecca Yeh – violoncello
- Richard Baker – klavír